# Fernand Vast
Fernand Vast (ur. 26 maja 1886  – zm. 7 czerwca 1968) – francuski kolarz torowy i szosowy, trzykrotny medalista olimpiady.

## Kariera
Największe sukcesy w karierze Fernand Vast osiągnął w 1906 roku, kiedy zdobył trzy medale na letniej olimpiadzie w Atenach. Zwyciężył szosowym wyścigu ze startu wspólnego bezpośrednio wyprzedzając dwóch rodaków: Maurice'a Bardonneau oraz Edmonda Lugueta. Ponadto w wyścigach na 5 i 20 km zdobywał brązowe medale. W pierwszym przypadku lepsi byli tylko Włoch Francesco Verri oraz Brytyjczyk Herbert Crowther, a w drugim wyprzedzili go jedynie: kolejny Brytyjczyk William Pett oraz Maurice Bardonneau. Wystartował także w dwóch pozostałych indywidualnych konkurencjach kolarskich, ale jeździe na czas był piętnasty, a w sprincie odpadł w eliminacjach. W 1905 roku zdobył srebrny medal torowych mistrzostw kraju w wyścigu ze startu zatrzymanego oraz złoty na szosowych w wyścigu ze startu wspólnego. Nigdy nie zdobył medalu na torowych ani szosowych mistrzostwach świata.